# Weltpostkongress 2008
Ursprünglich sollte der 24. Weltpostkongress vom 13. August bis 3. September 2008 in der Hauptstadt von Kenia, Nairobi stattfinden. Aufgrund der Unruhen in Kenia 2007/2008 beschloss der Verwaltungsrat des WPV am 8. Februar 2008, den Kongress nach Genf in die Schweiz zu verlegen. Er fand vom 23. Juli bis 12. August 2008 im internationalen Kongresszentrum in Genf statt. 1500 Delegierte aus 191 Mitgliedsstaaten haben daran teilgenommen. Der vom Verwaltungsrat angenommene Beschluss empfahl, dass die Leitung des Kongresses an Kenia sowie von 2009 bis 2012 den Vorsitz des WPV-Verwaltungsrats haben soll. Ebenfalls wurde empfohlen, Nairobi für die WPV-Strategiekonferenz 2010 zu nehmen.
Kenia übernahm die Leitung sowie den Vorsitz des Verwaltungsrats für die Periode 2009–2012. Botschafter Bishar A. Hussein, früherer Postmaster General von Kenya Post und ehemaliger kenianischer Botschafter in den Vereinigten Arabischen Emiraten, wurde zum Vorsitzenden des Kongresses ernannt.

„Der Kongress bietet Regierungsbehörden, politischen Entscheidungsträgern, Vertretern von Aufsichtsbehörden, Postbetreibern und anderen wichtigen Stakeholder [Anmerkung beispielsweise: Kundenorganisationen] ein Forum, um über eine Neu-Ausrichtung der Post zu sprechen und deren Wettbewerbsfähigkeit im heutigen, sich rasant veränderten Umfeld zu erhöhen.“

Am 23. Juli 2008 eröffnete Kenias Vizepremier, Musalia Mudavadi, den 24. Weltpostkongress.